# Malonaqen
Malonaqen war ein nubischer König, der wohl im 6. vorchristlichen Jahrhundert regierte.
Sein Vater war wohl Aramatelqo und seine Mutter Amanitakaye, obwohl beides nur auf Vermutungen beruht.
Er ist von seiner Pyramide Nu 5 in Nuri bekannt, sein Name fand sich auf Votivkartuschen in Kawa und auf Blöcken (Tempel M 242, 294) und anderen Objekten in Meroe.

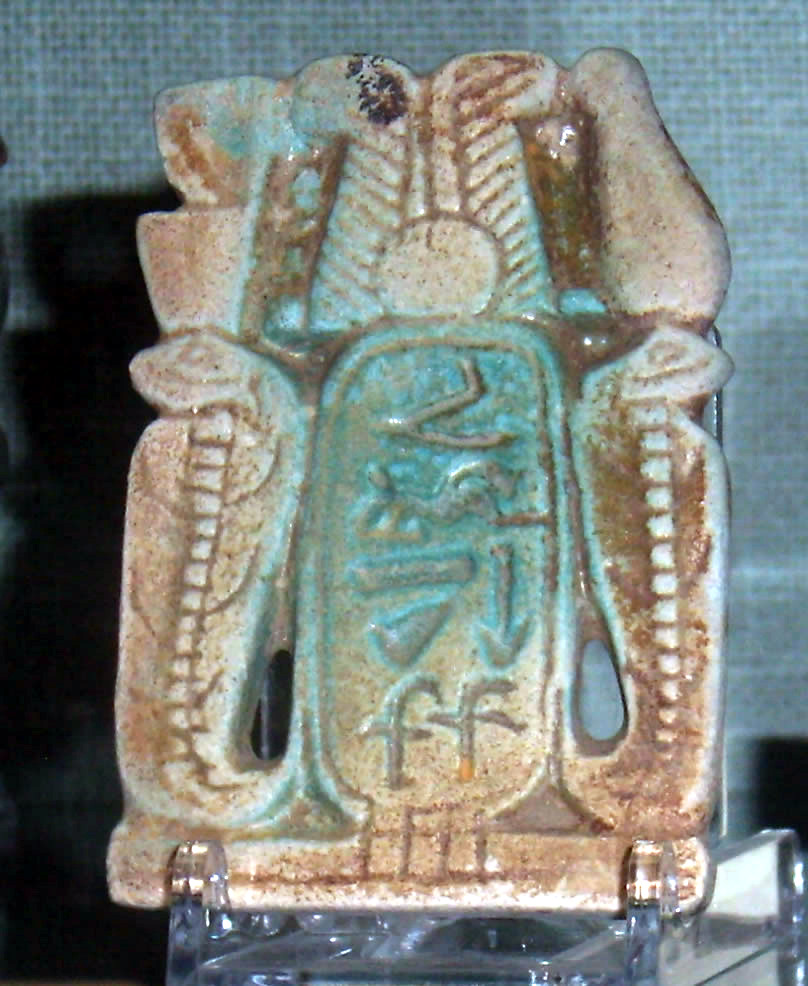
Votivkartusche aus Kawa